# 프리무스 인테르 파레스
프리무스 인테르 파레스(Primus inter pares)는 동등한 가운데 첫 번째를 의미하는 라틴어 문구이다. 일반적으로 공식적으로는 그룹의 다른 구성원과 동일하지만 전통적으로 직위가 높기 때문에 비공식적인 존경을 받는 사람을 가리키는 명예 직함으로 사용된다.
역사적으로 로마 원로원의 프린켑스 세나투스(princeps senatus)는 그러한 인물이었으며 처음에는 토론 중에 그가 먼저 발언하도록 허용되었다는 구별만 지녔다. 공화정이 무너진 후 로마 황제들은 막강한 권력을 갖고 있음에도 불구하고 처음에는 스스로를 프린켑스라고만 불렀다.
의회 체제의 총리, 스위스 연방 대통령, 미국 대법원장, 필리핀 대법원장, 영국 성공회 캔터베리 대주교, 미국 연준 의장 등 다양한 현대 인사들이 있다. 미국과 동방정교회 콘스탄티노플의 에큐메니컬 총대주교는 두 가지 의미에 속한다. 즉, 더 높은 지위와 다양한 추가 권한을 가지면서도 중요한 의미에서는 여전히 동료들과 동등할 뿐이다.

## 같이 보기
- 동물 농장
- 평등주의
- 공화주의